# Camelback Ridge
Camelback Ridge är en bergstopp i Antarktis. Den ligger i Västantarktis. Inget land gör anspråk på området. Toppen på Camelback Ridge är 1 141 meter över havet.
Terrängen runt Camelback Ridge är huvudsakligen kuperad, men åt sydväst är den platt. Trakten är obefolkad. Det finns inga samhällen i närheten. 